# Bettye Washington Greene
Bettye Washington Greene (20 de marzo de 1935 - 16 de junio de 1995) fue una mujer afroestadounidense con un doctorado en química que había trabajado en la empresa Dow Chemical Company. Mientras trabajaba en la compañía Dow Chemical, Greene investigó materiales como el látex y los polímeros.

## Infancia y educación
Bettye Washington nació en Fort Worth, Texas. Asistió a escuelas públicas segregadas y se graduó en el instituto Terrell High School en 1952. Ingresó en la Universidad de Tuskegee en Alabama, donde se graduó con una licenciatura en química en 1955. Tras casarse con el capitán veterano de la fuerza aérea William Miller Greene en 1955, asistió a la Universidad Estatal Wayne en Detroit Míchigan, donde obtuvo su doctorado en fisicoquímica trabajando con Wilfred Heller. su disertación doctoral, "Determinación de las distribuciones de tamaño de partida en emulsiones por dispersión de luz" se publicó en 1965. Fue elegida para formar parte de Sigma Xi, una sociedad de investigación científica.

## Carrera

### Dow Chemical
En 1965, Greene se unió al laboratorio de investigación E. C. Britton de la empresa Dow Chemical Company, ubicado en Midland, Míchigan. Grenee fue la primera mujer afroestadounidense en unirse a la compañía en un puesto profesional. En Dow, investigó la química de los sistemas coloidales y el látex, incluidas las interacciones entre el látex y el papel. En 1970, Greene fue promovida a investigadora química en jefe en Dow Chemical. En 1973, se unió a la división de investigación de polímeros para mejorar el látex. Greene siguió trabajando para la compañía Dow Chemical hasta finales de los años ochenta del siglo XX.

## Membresía en la sororidad Delta Sigma Theta
Greene fue una miembro fundadora del capítulo de exalumnas de la sororidad Delta Sigma Theta (DST) en Midland, Míchigan. DST es una fraternidad nacional femenina afroestadounidense que enfatiza el trabajo de las mujeres afroestadounidenses. El capítulo de la hermandad DST en Midland, fue fundado en 1984.

## Vida personal y fallecimiento
Greene falleció el 16 de junio de 1995.

## Patentes
Greene obtuvo varias patentes, incluyendo:
- 4968740: Adhesivo a base de látex preparado por polimerización en emulsión.
- 4609434: Hoja compuesta preparada con látex estables que contienen grupos de superficie de fósforo.
- 4506057: Látex estables que contienen grupos de superficie de fósforo.